# Capirote
En capirote er en spids kegle-formet hat som benyttes i Spanien.
Historisk set er capirote en kegle-formet paphat, som benyttedes af flagellanterne i Spanien. Den benyttedes også ved eksekvering af dødsstraf i Spanien, samt under inkvisitionen, hvor den fordømte person blev tvunget til at iføre sig en sådan for offentlig ydmygelse.
Capiroten er også den uniforme beklædning for nogle broderskaber under påsken – i dette tilfælde, den ydre struktur ned forbi skuldre, der dækker ansigt og hals med kun et par huller til øjnene, og ses ofte i løbet af  festlighederne i forbindelse med den stille uge i Spanien.
Ku Klux Klans kåber og hætte ligner capiroten, der bæres af nazarenos under den stille uge i Sevilla. Den faktiske oprindelse af Ku Klux Klans dragter er uklare, men ligheden har forårsaget forveksling mellem de to af folk, der ikke er bekendt med den stille uge. Ironisk nok har capiroten sin oprindelse i katolicismen, mens Ku Klux Klan er en anti-katolsk hvid nationalistisk protestantisk organisation.